# Khur Maksar (huyện)
Huyện Khur Maksar là một huyện thuộc tỉnh `Adan, Yemen. Đến thời điểm năm 2003, huyện này có dân số 47044 người